# Бугульминский Казанско-Богородицкий монастырь
Бугульминский Казанско-Богородицкий монастырь — женский монастырь Самарской епархии Русской православной церкви, действовавший в городе Бугульма Самарской губернии, позднее Татарской АССР во второй половине XIX — первой трети XX веков.
Был создан и существовал на пожертвования меценатов. В 1931 году был закрыт Советской властью, на монастырской территории разместились учреждения пенитенциарной системы. В настоящее время ведётся процесс возвращения зданий монастыря православной церкви.

## История

### Предыстория
В 1865 году удельный крестьянин села Михайловка Богоявленской волости Бугульминского уезда Самарской губернии Тимофей Арзамасцев добился исполнения своего желания — открытия мужского Бугульминского Александро-Невского монастыря на пожертвованной крестьянским обществом земле.
Узнав об этом, уроженка той же Михайловки, в ту пору мещанка города Бугульмы, Иустина Митюшкина решила последовать его примеру и основать в городе женский монастырь. В 1868 году в собственном доме в Бугульме с девятью единомышленницами она основала женскую общину. На основании увольнительных свидетельств историкам удалось восстановить имена её первых членов. С 1 сентября 1868 года в общину были приняты:
1. Арзамасцева Соломония Павловна, 39 лет, девица, из крестьян села Михайловки Бугульминского уезда, грамоте обучалась в общине;
2. Копешина Ирина Филипповна, 11 лет, девица, из мещан города Бугульмы, грамоте обучалась в общине;
3. Копешина Наталья Кузьминична, 26 лет, девица, из мещан города Бугульмы, грамоте обучалась в общине;
4. Королева Ульяна Сергеевна, 19 лет, девица, из крестьян села Михайловки, грамоте обучалась в общине;
5. Кузнецова Анисия Михайловна, 16 лет, девица, из крестьян села Сумарокова Бугульминского уезда, грамоте обучалась в Сумароковском училище;
6. Кошкина Мария Даниловна, 28 лет, девица, из крестьян слободы Старописьмянской Бугульминского уезда, грамоте обучалась в общине;
7. Митюшкина Иустина Фёдоровна, 46 лет, крестьянка села Михайловки, грамотная;
8. Митюшкина Ксения Петровна, 9 лет, девица из крестьян села Михайловки, грамоте обучалась в Бугульминском городском училище;
9. Прыткова Агрипина Ивановна, 32 года, казачка станицы Нижнеозерной Оренбургской губернии, грамоте обучалась в доме родителей;
10. Слесарева Дарья Игнатьевна, 12 лет, крестьянка деревни Ивановки Бугульминского уезда, грамоте обучалась в Бугульминском городском училище.

Община была неофициальной, её члены не имели даже статуса послушниц, но жили по монастырскому уставу: при богослужении несли послушание чтеца и певцов, выполняли обязанности хлебопёка, повара, лошадницы, коровницы, квасницы, чеботаря, полевых работниц.
Зная о трудностях в деле открытия монастыря, с которыми столкнулся Арзамасцев, Иустина Митюшкина старалась заранее их избежать. Она собрала в общину сестёр с документами — увольнительными свидетельствами, испытывала их желание следовать правилам монашеской жизни — известно, что изначально её поддержало почти двадцать женщин, но лишь половина закрепилась в членах общины. Митюшкина старалась решить и будущие земельные и финансовые вопросы планируемой обители. Для этого она договорилась с городскими властями, Бугульминская городская дума 4 марта 1874 года обратилась к губернатору с ходатайством об учреждении женского монастыря и выделении обители 3600 квадратных саженей (1,64 га) городской выгонной земли.
После этих приготовлений 30 марта 1874 года Иустина Фёдоровна обратилась с прошением к самарскому епископу Герасиму:

От юности моей, с некоторыми сёстрами моими, влюблена в уединённую жизнь, принося молитвы наши к Господу и во храме Его Святом, и в уединённости. Но при всём этом сердце моё не находит покоя, потому что не наполнилось сердечного ожидания моего устроить в доме моём женскую общину с Архипастырского благословения Вашего Преосвященства и с разрешения Святейшего Правительствующего Синода.
Дом мой построен в городе Бугульме на собственной моей земле, состоит из двух деревянных флигелей, в которых удобно могут поместиться до 50 сестёр. Под домом моим в настоящее время имеется земли 60 саженей в длину и 30 саженей по поперечнику, а в непродолжительное время имею в виду приобрести ещё 60 саженей в длину и 30 саженей поперечнику усадебной земли. Сверх означенного дома я имею сто десятин пахотной земли в Бугульминском уезде при деревне Оводовке, отстоящей от города Бугульмы в 20 верстах.
Дом мой с землёй и сто десятин пахотной земли я жертвую в пользу женской общины с обязательством устроить при ней храм во имя Казанской Божьей Матери и помещение для женской школы и больницы. В настоящее время в моём доме проживает 20 сестёр.
Кроме сего и общество города Бугульмы сердечно желает об учреждении здесь женской общины, и Бугульминская городская дума жертвует в пользу обители землю, смежную с моею, пустопорожние 3600 квадр. саж. Под усадьбу и огороды. Елабужский же 1-й гильдии купец Иван Иванович Стахеев заявил мне своё желание устроить при общине каменный храм во имя Казанской Божьей Матери: он уже и вложил в Елабужский банк на первоначальное образование общины в городе Бугульме тысячу рублей серебром…
Повергаясь вместе с сёстрами моими к Архипастырским стопам Вашего Преосвященства, слёзно умоляю оказать нам милость ходатайствовать перед Святейшим правительствующим Синодом о Высочайшем утверждении женской общины в городе Бугульме в доме моём.
— ГАСО, ф. 32, оп. 7, д. 2619, л. 1, 4
Однако, Герасим постановил: «1874 апреля 8. Отказать Митюшкиной в её просьбе, по причине и без новой общины много их, обителей, в Самарской епархии, из коих некоторые с трудом, и при значительных средствах, обходятся без посторонней помощи и притом в более благоприятную пору».
Последующие события показали, что решение епископа было во многом оправданным. Пока же неудача не смутила Иустину, она вновь принялась искать возможности обеспечить будущей общине безбедное существование. На это у неё ушло ещё пять лет, за которые будущему монастырю было пожертвовано ещё 200 десятин земли, а елабужский купец I-й гильдии И. И. Стахеев в дополнение к ранее пожертвованной тысяче рублей, подарил ещё 30 000 рублей.
Такое обеспечение будущего обители Самарская духовная консистория сочла приемлемым, и епископ Герасим обратился в Святейший Синод с ходатайством об учреждении в Бугульме женской общины. 9 августа 1878 году Синод одобрил начинание, уточнив в адрес общины, чтобы «она никогда не производила книжных сборов для усиления своих средств и не испрашивала каких-либо пособий от казны или от Святейшего Синода», и поручив обер-прокурору испросить императорское дозволение. 3 февраля 1879 года Александр II утвердил решение Синода.

### Община
Хотя Митюшкина в своём прошении уверяла епископа, что в её доме могут разместиться до 50 сестёр, условия в общине были крайне скромные, жильё больше напоминало казарму, состоявшую из одних кроватей, между коек молились, здесь же и трапезничали, здесь же и отдыхали. Новое строительство в ожидании официального утверждения общины шло крайне медленно, за первые пять лет был построен только один новый деревянный дом с флигелем, за вторую пятилетку были построены более просторный деревянный дом для сестёр и два деревянных флигеля.
Только после официального утверждения общины в 1879 году началось активное строительство: И. И. Стахеев начал строительство каменного храма, спустя два года стены храма были готовы, внутренние работы и убранство длились ещё пять лет.
К 1883 году были построены каменные келейная и трапезная с кухней, прочие деревянные служебные постройки: конюшня, каретник, прачечная, амбар, кладовая — тоже заменялись каменными. Территория была огорожена каменной стеной с двумя воротами. За территорией были выстроен двор для священника и дьякона: каменный дом, кухня, погреб, амбар.
23 сентября 1883 года на 62 году жизни неожиданно скончалась настоятельница и основательница общины Иустина Митюшкина, так и не дождавшись присвоения общине звания монастыря. Её похоронили внутри ограды, спустя год сестринское кладбище на территории общины было официально утверждено. Новой настоятельницей стала монахиня Евфалия. При ней строительство активно продолжалось: из камня были построены здание училища, новые келейные корпуса, корпус с хлебопекарней, кухней и кельями для хлебопёков. Также появилась просфорная, за оградой был обустроен большой скотный двор, зимник для пчёл и другие хозяйственные постройки.
В 1886 году был построен тёплый двухпрестольный храм, спустя ещё год завершилось строительство двухъярусной надпритворной колокольни, пристроенной к тёплому храму.
Материальное положение общины становилось всё более прочным стараниями всё того же купца И. И. Стахеева, который при жизни пожертвовал обители около 140 тысяч рублей.
К 1889 году в общине проживало 90 сестёр, а в училище обучалось 20 девочек. В условиях духовного благополучия в общине, её полной финансовой самостоятельности, и её активного роста руководство епархии признало «достаточное внешнее и внутреннее благоустройство общины, полная возможность существования при тех материальных средствах, какими располагает она без пособия из казны» Преобразование общины в монастырь виделось «полезным в плане увеличения благотворного влияния на религиозно-нравственное состояние окружающего малообразованного инородческого населения». 19 мая 1889 года Святейший Синод «с высочайшего дозволения возвёл женскую общину в статус общежительного монастыря с училищем при нём для девочек с именованием сего монастыря Казанско-Богородицким».

### Монастырь
Бугульминское городское сообщество поддержало монастырь в его новом статусе, пожертвовав обители 2800 квадратных саженей (1,3 га) выгона, примыкавшего к южной ограде обители. Спустя три года, 16 мая 1892 года в память о городском меценате, главном спонсоре строительства городского собора и существования женского монастыря И. И. Стахееве, городское сообщество продолжило его дело, пожаловав монастырю в вечное владение ещё 6060 квадратных саженей (2,8 га) выгона с западной стороны монастыря. На пожалованной земле инокини устроили большой огород и разбили первый в городе плодовый сад. По названию монастыря была названа и главная улица Бугульмы, до сих пор часть этой улицы носит название Казанской.
Продолжало увеличиваться число сестёр, к 1910 году их число достигло 200. По численности Бугульминский женский монастырь стал одним из крупнейших в Самарской губернии. Для проживания сестёр при игуменье Нине было построено ещё два двухэтажных корпуса, в одном из которых разместилась кухня с подсобными помещениями, а существовавший одноэтажный корпус обзавёлся вторым этажом, где разместилось ещё 20 келий. Для размещения многочисленных паломников за стенами монастыря был построен странноприимный дом с каретником. Монастырское училище переехало в новое, более просторное здание.
В пяти верстах (5,3 км) от монастыря, в Микулинской волости, на участке монастырской земли в 295 десятин (322,3 га) был создан хутор с хозяйственными постройками. Были построены изба, флигель, баня. Была построена водяная мельница на один постав, амбар, рига, и другие строения. В 15 верстах (16 км) от обители находился другой участок монастырской земли. 600 десятин (655,6 га) на ручье Шайтанка, около сельца Анненково Спасской волости со всеми имевшимися на участке постройками были пожертвованы Бугульминскому женскому монастырю коллежским секретарём Н. И. Марковым. В 1897 году постройки были отремонтированы и дополнены. Имелся дом, флигель, кухня, несколько изб-пятистенок, баня. Была также изба для наёмных работников. При хуторе создали большое хозяйство: телятники, помещения для дойки коров, конюшня, сушилка для зерна, амбары для его хранения, подвалы для хранения овощей, каретный двор и другие постройки.
Территория монастыря была обнесена каменной оградой, в которой было двое каменных же ворот. На территории монастыря находились жилые и служебные корпуса, в четырёх из которых проживали монахини, а 5 имели хозяйственное назначение: пекарня, просфорная, трапезная и т.д. За территорией находился странноприимный дом для богомольцев, построенный в 1885 году. В 1901 году он был перенесён в новый деревянный флигель. С западной стороны за оградой находился монастырский огород площадью более 6 тысяч квадратных сажен и первый в городе плодовый сад.

### При советской власти
После выхода декрета СНК РСФСР «Об отделении церкви от государства» монастырь лишился всего своего имущества. Советская власть начала использовать монастырские помещения под собственные нужды. К 1921 году самый большой монастырский корпус был занят общежитием курсантов отдела народного образования, четыре здания были заняты рабоче-крестьянской инспекцией железной дороги. Монастырский храм был, согласно условиям договора с советской властью, передан в пользование монастырской общине.
Чтобы сохранить права на землю и сельскохозяйственные орудия производства, дававшие пропитание обители, монахини попытались обойти законы и создали и официально зарегистрировали сельскохозяйственную артель «Экономия». Таким образом монашествующие нашли возможность легализовать свою трудовую деятельность, и обеспечивать свои жизненные потребности.
К 1921 году в монастыре, который занимал теперь лишь небольшую часть бывшей монастырской территории, проживало 158 монашествующих, из которых 60 были нетрудоспособные старухи в возрасте свыше 65 лет. 50 человек занимались обслуживанием престарелых, шитьём белья и вязанием носков для советских больниц, шитьём одеял для детского дома. Ещё 48 монахинь занималось огородничеством и пахотой. Монастырь (он же артель) не только кормил себя сам, но и успешно выполнял нормы продовольственной развёрстки, установленные государством. Так в 1918 году монастырь сдал государству 3896 пудов хлеба, в 1919 — 4010 пудов 38 фунтов, в 1920—450 пудов. Полностью выполнялась молочная развёрстка: в 1919 году ежедневно в детский дом сдавалось по 2 четверти молока. В 1920 году была выполнена мясная развёрстка. Также сдавались государству картофель, сено, солома. В 1921 году было засеяно 47 десятин озимых, и 50 десятин яровых посевов. Имелось 10 лошадей.
Однако, 5 мая 1921 года президиум Бугульминского кантисполкома приказал в трёхдневный срок очистить все жилые помещения, принадлежащие монастырю. Часть жительниц подлежала выселению на монастырский хутор в 17 верстах от города, часть должна была быть расселена по ближайшим деревням.
Уполномоченная общины, как с упразднением поста настоятельницы, именовалась глава общины, игуменья Ангелина (А. Михайлова) отказалась выполнять подобное требование: «Не пойдём, у нас порядочное хозяйство, церковь принята нами на учёт, и всё это оставить на произвол судьбы?» Ей поддержали другие монахини: «Кто нам отворит ворота в деревне и кто нас, старух, примет?» и местное население. Верующие горожане провели собрание, избрали делегатов и отправили их в кантисполком с ходатайством об отмене такого постановления. Там их выслушали, отложив решение вопроса до следующего пленарного заседания. Бюро Бугульминского канткома ВКП(б), узнав о проведении собрания без разрешения властей, обвинило игуменью в агитации, две монахини были арестованы, но освобождены спустя три дня за отсутствием материала для обвинения.
Монахини и религиозные горожане 21 мая составили совместное письмо в ТатЦИК. Однако 27 мая уполномоченная общины женского монастыря А. Михайлова получила выписку о выселении монашествующих и о конфискации всей мебели. Она обратилась в местный суд, где ей отказали в помощи, вновь обратилась в ТатЦИК с просьбой «взойти в защиту нас, бедных тружениц, и не дать погибнуть нашему сельскому хозяйству, созданному трудами слабых женщин», сообщая что женщины общины озабочены «полным разорением и гибелью ста десятин засева».
Ответом стало решение Президиума Всетатарского ЦИКа 8 июля 1921 года, санкционировавшее выселение сестёр из жилых помещений Бугульминского Казанско-Богородицкого женского монастыря с целью устройства в этих помещениях детского дома.
И всё же выселение в 1921 году не состоялось. Причины этого не известны точно, предположительно сыграли свою роль жалобы и напористость игуменьи и верующих горожан.
21 сентября 1923 года состоялось организационное собрание Казанско-Богородицкой общины при женском монастыре. Требовалась перерегистрация общины, для чего следовало выбрать председателя и членов исполнительного органа, членов ревизионной
комиссии, составить поимённый список членов общины и церковнослужителей. В собрании принимало участие 102 человека, проживавших в монастыре. Для принятия властями предлагался типовой текст устава, единый для всех религиозных общин государства. В случае отказа его принять, местные органы власти снимали общину с регистрации. Однако в тексте устава не делалось разграничений между монастырскими и приходскими храмами, что не устраивало инокинь, решивших отстаивать монашеский уклад жизни, не желая считаться обычными прихожанами. Они единогласно внесли дополнение в устав, и «определили навсегда, чтобы к храму нашей общины в председатели и члены исполнительного органа назначались только монахини нашей общины и чтобы устав общины, весь внутренний распорядок жизни, связанный с монашескими обетами послушания и труда, освящённые вековыми традициями, поддерживался неизменно под надзором и управлением избранным нами председателем».
В состав нового исполнительного органа Бугульминской Казанско-Богородицкой православной общины были избраны: монахини Ангелина Скрябина, Евпраксия Толстова, Ирина Шестова, Феоктиста Тумаева, Евфимия Золотова, Августа Тришкина, Асенефа Логинова, Евгения Бурашникова, Евдокия Модина, Дорофея Егорова, Анимаиса Кучина. Председателем стала монахиня Евгения Пахомова.
Все эти юридические уловки помогли продлить существование монастыря.

### Окончательное закрытие
В 1931 году в бывших монастырских зданиях проживало до 180 человек студентов птицеводческого техникума, до 50 человек студентов агропедагогического техникума, они также использовались под столярную и кузнечно-слесарную мастерские агропедтехникума. Ещё три здания пустовали, были не заперты, в них были выбиты окна, часть дверей сорвана с петель. В студенческих корпусах «царит антисанитарное состояние, которое требует немедленного вмешательства соответствующих организаций». Из прочих построек сохранились каменная баня с деревянным пристроем вместимостью 15-20 человек, два каменных сарая для рогатого и рабочего скота, сараи для хранения грубых кормов.
Летом 1931 года Казанско-Богородицкий храм был закрыт волевым решением Бугульминского райисполкома. Иконы и ценности были изъяты, сам храм стоял пустым. Фактически это означало конец существования монастыря.
Решение о закрытии было незаконным, и 15 февраля 1932 года на заседании президиума исполкома ему попытались придать законный статус, приняв постановление о закрытии на основании подложного заявления: «Ходатайство верующих Казанско-Богородицкой церкви, бывшего женского монастыря, учитывая распад религиозной общины, удовлетворить и имущество принять в госфонд». Подобная фальсификация возмутила верующих, которые обжаловали постановление в ТатЦИКе. В мае 1932 года в Бугульму прибыла инспекция в составе члена Центральной комиссии по делам культов при ТатЦИКе Бикеева и заведующего общим отделом РИКа Родионова. Они осмотрели религиозные здания Бугульмы, сделав вывод, что районные власти невнимательны по отношению к обращениям религиозных общин, что местная власть храмы «отобрала незаконно, верующих, которые заступаются за религию — арестовывают, хозяйства раскулачивают…». И районные власти пошли на попятную: 3 ноября 1932 года Бугульминский райисполком заключил новый договор с религиозной общиной на пользование молитвенным зданием монастыря.
Однако вскоре монастырскими зданиями заинтересовался Народный Комиссариат социального обеспечения ТАССР, который решил организовать трудовую колонию для «нищенствующих, беспризорных взрослых, проституток и другого деклассированного элемента») именно в Бугульме, так как усадьба монастыря подходила для этой цели, предоставляя готовую инфраструктуру: жилые помещения, бани, рабочие помещения, кухни и т. д.. Нарком соцобеспечения ТАССР Зиганшин писал в Бугульминский райисполком: «Для того чтобы строить новые помещения, необходимы огромные средства, и вопрос об организации колонии должен будет оттянуться на продолжительное время». Однако райисполком такое решение не устраивало, и он тянул с ответом, не зная, куда убрать из монастыря два техникума с общежитиями, мастерские и лабораторию с конюшней, проводившую научные исследования менингита у лошадей.
Окончательно судьба монастырских строений решилась в мае 1935 года, когда территорией заинтересовался уже НКВД ТАССР. Дело было в Бугульминской тюрьме, здание которой «пришло в полную негодность и грозит опасностью обвала, что создаёт полную невозможность содержания в ней заключённых, с обслуживанием 10 районов, прилегающих к Бугульме». Под давлением НКВД и Совнаркома ТАССР райисполком 8 мая 1935 года постановил «передать тюрьме территорию Бугульминского монастыря».
Однако, храм находился на территории монастыря и с размещением на территории тюрьмы оказывался недоступным для верующих. Это не устраивало членов религиозной общины. В это время председателем общины была Ирина Александровна Крымова, энергичная и упорная женщина. Община не претендовала ни на какие постройки бывшего монастыря, требуя лишь предоставления им доступа к храму, которым они пользовались на основании договора с Бугульминским райисполкомом. В свою очередь, исполком отправил документы в ЦИК республики в надежде расторгнуть договор с общиной верующих, чтобы окончательно закрыть храм.
Крымова затребовала из городского совета копию постановления, по которому храм монастыря был передан Бугульминскому НКВД. Такого документа ей никто предоставить не мог, так как храм в ведение НКВД не передавался. Тогда она просила разрешить построить за свой счёт ограждённый проход по территории тюрьмы, чтобы обеспечить доступ верующих к храму, переданный общине по договору в бесплатное пользование, но получила отказ.
Тогда, собрав подписи верующих, Крымова пишет письмо в ЦИК СССР с обжалованием решения горсовета об освобождении помещения храма бывшего женского монастыря в срок до 2 августа 1936 года. ЦИК СССР отметил, что распоряжение райисполкома об освобождении здания церкви было незаконным без соответствующего постановления ТатЦИК или ЦИК СССР, и затребовал разъяснений со стороны горсовета и райисполкома. Председатель горсовета Сабанин писал в объяснительной в ТатЦИК, что никаких решений с его стороны не было, сроки не устанавливались и вообще вся идея выселения принадлежит Совнаркому ТАССР.
Сложилась патовая ситуация, когда Совнарком ТАССР не мог в обход местных властей распоряжаться их имуществом, а районные власти не могли расторгнуть договор с общиной верующих, лишив их права аренды храма, и закрыть его. В дело вмешались республиканские власти. Крымову вызвали в Казань на переговоры с комиссией по вопросам культа при ЦИК ТАССР, где ей предложили перейти с общиной в Малобугульминскую церковь или занять бывшее тюремное здание. Однако оба варианта в итоге сочли неприемлемыми. В Малой Бугульме существовала самостоятельная община верующих, да и село располагалось на расстоянии более 5 км от места проживания прихожан. А здание тюрьмы было весьма ветхим и опасным для жизни. В свою очередь, Крымова вновь предложила организовать огороженный проход по территории тюрьмы к храму, обеспечив доступ верующих. Встреча окончилась ничем.
Тогда власти нашли новый способ разрешить конфликт. В отношении Крымовой возбудили уголовное дело, она оказалась под следствием, на этом основании райисполком вывел Крымову из состава исполнительного органа общины верующих. Также райисполком обратился с ходатайством в ТатЦИК «о расторжении договора с общиной верующих» и предложил исполнительному органу религиозной общины взамен монастырского храма одноэтажное каменное здание закрытой старообрядческой молельни с разрешением перенести из монастыря необходимое при богослужении имущество.
Остальные члены общины не обладали напористостью и несгибаемостью Крымовой и им пришлось дать письменное согласие: …Мы с удовольствием принимаем в бесплатное бессрочное пользование предоставленное ТатЦИКом помещение для отправления религиозных культов, находящееся в городе Бугульме на улице Герцена (бывшая старообрядческая молельня), вместо бывшей монастырской церкви г. Бугульмы, в чём и подписуемся".
15 ноября 1936 года Президиум ЦИК ТАССР удовлетворил ходатайство Бугульминского райисполкома о закрытии Казанской церкви, тем самым поставив точку в истории монастыря. И хотя Крымова, находившаяся под следствием, но не арестованная, вновь обжаловала подобное ущемление прав верующих в Комиссии по вопросам культа при ЦИК СССР, и ЦИК СССР телеграммой от 23 ноября 1936 года предложил татарским властям до окончательного решения дела не препятствовать верующим пользоваться церковью, но после переписки с ЦИК ТатАССР 11 января 1937 года последовала резолюция ЦИК СССР: «…Вопрос о закрытии Казанской церкви считаем исчерпанным».

### Тюрьма
В годы Великой Отечественной войны в Бугульминскую тюрьму, размещённую на территории Казанско-Богородицкого женского монастыря было этапировано сразу несколько колоний с Украины, так что в одной лишь монастырской церкви размещалось около 1,5 тысяч человек. После войны основным контингентом тюрьмы были учащиеся ФЗУ, преимущественно получавшие срок за прогулы. В 1952 году в тюрьме содержались уже опасные преступники — более ста человек, часть из которых вышла на свободу по амнистии 1953 года.
В 1964 году вместо тюрьмы на территории монастыря появился следственный изолятор. С 1985 года заключённые содержатся в новом корпусе, в 1986 году в новом здании разместилась и администрация СИЗО. В конце 1990-х в эксплуатацию были сданы приёмное отделение, помещения дежурной части и подземный переход к новому режимному корпусу. К настоящему времени СИЗО рассчитано на содержание 297 человек.

### Современность
В настоящее время сохранившиеся монастырские строения находятся в ведении Бугульминского следственного изолятора № 3. Впервые верующие попали в Казанско-Богородицкий храм лишь 28 августа 2012 года. Молебное пение в сослужении духовенства епархии возглавил епископ Альметьевский и Бугульминский Мефодий.
Альметьевской епархии было передано здание бывшего монастырского училища. Остальные здания бывшего монастыря находятся в ведении следственного изолятора. В переданном здании ведётся ремонт, планируется разместить в нём домовую церковь и административные помещения. В дальнейшем планируется передать весь комплекс зданий бывшего монастыря Альметьевской епархии, после окончания строительства новых зданий для СИЗО.
21 сентября 2014 года в храме Казанской иконы Божией Матери впервые за последние 70 лет прошла божественная литургия, которую возглавил управляющий Альметьевской епархией епископ Мефодий.

## Монастырская жизнь

### Училище
Ещё в своём прошении к епископу Иустина Митюшкина писала о намерении устроить при монастыре школу для девочек. В решении Синода о придании общине статуса монастыря тоже было сказано о необходимости существования училища при обители.
Училище было открыто самарским епископом Серафимом (Протопоповым) 2 сентября 1884 года. Открытие состоялось при «общем собрании городского духовенства, сопровождавшего крестный ход из собора в общину, гражданских властей города, сестёр общины и многочисленного народа». Первоначально оно находилось в специально построенном каменном здании длиной 7 саженей (15 м) и шириной 4 сажени (8,5 м), расположенном внутри монастырской ограды. В 1914 году школа получила новое, более просторное здание.
Полноценное обучение было организовано только спустя два года. 18 ноября 1887 года училище получило статус церковно-приходской школы. Это была одноклассная школа для девочек с двухлетним обучением. Училище находилось под полным попечительством настоятельницы, монахини Евфалии. При школе имелась библиотека, в которой было до 150 экземпляров книг религиозного и духовно-нравственного содержания.
В 1894 году в школе обучалось 30 дочерей жителей города Бугульмы, а также 4 полных сироты, живших и воспитывавшихся в монастыре.
Закон Божий в школе преподавали монастырские священники: Николай Сердобов (1884—1890), Владимир Плетнёв (1890—1895), Иаков Маслов (1895), Николай Мальцев (1896). В дальнейшем их труд продолжили священники Иоанн Юловский, Николай Лепоринский и Василий Правдин.
Арифметике и славянскому языку с момента открытия школы обучал дьякон обители Николай Богородицкий. Остальные предметы преподавала сначала жена второго священника храма Л. В. Пономарёва. В 1895 году она была признана лучшим учителем церковно-приходских школ Бугульминского уезда. В дальнейшем её обязанности перешли к дьякону Георгию Громову. С 1889 года русский язык и чистописание преподавала дочь священника Людмила Кронтовская, окончившая курс Самарского епархиального женского училища. Преподавателями в училище были и жёны священников Лидия Аманацкая и Фаина Мальцева, также окончившие женское училище. Уроки пения вёл дьякон Александр Архангельский.
С момента создания школы в ней по инициативе монахинь монастыря был введён дополнительный предмет — рукоделие. Первым преподавателем была монахиня Ксения Модина. В 1892 году этот пост заняла послушница Анна Лумпова, окончившая курс в Вятском городском училище. Она вела этот предмет до самого закрытия школы.
Все преподаватели школы работали безвозмездно. Обучение тоже было бесплатным, за счёт средств местных обществ и пожертвований частных лиц.

### Монастырские храмы
Иустина Митюшкина в своём прошении к епископу Герасиму писала о намерении построить храм во имя Казанской иконы Божией Матери при финансовой поддержке елабужского купца И. И. Стахеева.
Строительство началось вскоре после утверждения официального статуса женской общины, 22 марта 1879 года по проекту архитектора Боссе Ю. А. В 1881 году уже была «окончена в чернее постройка каменного трёхпрестольного храма, начинается постройка ограды, помещения для сестёр». Храм прямоугольной формы, с двускатной кровлей, на которой был устроен круглый барабан с шестью световыми окнами, завершавшийся массивным куполом. С восточной стороны были выложены три большие апсиды во всю ширину здания, равной 8 саженям и 2 аршинам (18,4 метра). Храм был неотапливаемый, трёхпрестольный.
Северный придел был освящён 22 сентября 1882 года во имя Иоанна Златоуста. Южный придел во имя Архистратига Божия Михаила был освящён немногим ранее, 7 мая 1885 года. Наконец, 9 июля 1885 года во имя чудотворной иконы Казанской Божией Матери был освящён главный престол. Все три престола освящал игумен Бугульминского Александро-Невского монастыря Аарон.
После смерти главного спонсора обители И. И. Стахеева его дело продолжил его брат, тоже купец первой гильдии Д. И. Стахеев. В 1886 году он пристроил к холодному храму второй, уже тёплый, для ежедневных молитв об упокоении их с братом. Второй храм имел в длину 8 саженей (17 м) и в ширину 8 саженей и 2 аршина (18,5 м). В 1887 году к нему была пристроена двухъярусная колокольня. Она обошлась в 11 500 рублей и стала фактически посмертным памятником Дмитрию Ивановичу Стахееву.
Правый придел тёплого храма 19 сентября 1889 года освятили во имя святых апостолов Петра и Павла, левый был освящён 22 сентября 1890 года во имя Святителя и Чудотворца Николая. Оба престола освятил игумен Бугульминского Александро-Невского монастыря Николай. К этому времени внутренние стены храма были расписаны изображениями на библейскую тематику. К 1912 году храм снаружи был оштукатурен и побелён.
Храмовые праздники отмечались: в холодном храме — 8 июля и 22 октября в главном приделе, 8 ноября в правом приделе, 13 ноября — в левом; в тёплом храме — 29 июня в правом приделе, 9 и 6 декабря в левом.
В 1884 году елабужский купец Евмений Пантелеев подарил монастырю две иконы греческого письма. Это были выполненные паломниками копии икон монастырей с горы Афон — иконы Божий Матери и святого великомученика Пантелеимона, оценённые в 250 рублей. Бугульминский купец Николай Марков пожертвовал нерукотворный образ Христа Спасителя стоимостью 100 рублей серебром.
В 1901 году самарский епископ Гурий передал обители особо чтимую икону: копию с чудотворной иконы Албазинской Божьей Матери «Слово плоть бысть». Каждое воскресенье перед иконой служился молебен с акафистом, а 9 марта отмечалось празднование обретения иконы.

### Содержание причта и монахинь
В первые годы существования самообразованной общины (1868—1879) сёстры жили исключительно за счёт собственного труда. В их распоряжении было два флигеля и дворовое место площадью 1800 квадратных саженей (0,82 га), что было более чем скромно. Пожертвованный городской думой для уменьшения нужды общины земельный участок в 3600 квадратных саженей (1,64 га) пришёлся очень кстати, более десяти лет огород на этой территории был основным источником пропитания сестёр.
После официального утверждения общины И. И. Стахеев пожертвовал 31 тысячу рублей, но не на обеспечение сестёр, а на строительство храма. Сама община продолжала существовать весьма небогато. Так в 1881 году доход общины составил 555,28 рубля, расход 441,79 рубля, остаток 113,49 рубля. Братского кружечного дохода не было, как и неприкосновенного капитала жертвователей. Для содержания 30 проживавших в общине женщин такие цифры находятся на грани нищенства, и скорее всего дополнительно использовались личные средства членов общины и подаяние горожан.
К 1884 году положение общины заметно улучшилось. Из пожертвованных монастырю земель 300 десятин (327,8 га), которые монахини не могли обрабатывать самостоятельно, они сдали в аренду за 230 рублей в год. И. И. Стахеев внёс 400 рублей на содержание общины и использовал капитал в 15 000 рублей облигациями восточного займа, чтобы обеспечить жалование монастырскому причту: священнику 450 рублей в год и дьякону — 300 рублей. В этом году в сумме с остатком от предыдущего года в общину поступило 16 858 рублей, а истрачено было 1113 рубля.
И. И. Стахеев скончался в 1885 году, но ещё при жизни он пожертвовал на строительство общины до 140 000 рублей, также завещав ей ежегодный доход в 2300 рублей, и капитал на содержание причта в 16 000 рублей в виде процентных бумаг. Для исполнения условий завещания братья Стахеевы создали в Елабуге специальный комитет, заведовавший выдачей процентов с капитала Стахеевых на пособия церквям, монастырям и другим благотворительным учреждениям. Сын Д. И. Стахеева, Николай подал заявление в этот комитет: «Я имею честь предложить Комитету определить из процентов с капитала, мною вносимого, на ежегодное жалованье второму священнику Бугульминского монастыря по 400 рублей на вечные времена, — о чём прошу комитет, если ему угодно будет принять моё предложение». Комитет с прошением согласился.
Кроме этих доходов причт храма получал средства от годовых поминовений, слежения сорокоустов, служение в храме молебнов, панихид, за поминание на проскомидии. Так на вечное поминовение были сделаны пожертвования со стороны купца Д. И. Стахеева — 4-процентный билет восточного займа в 1000 рублей; иерея села Старые Сосны Бугурусланского уезда Петра Невтерова — 75 рублей; мещанки Бузулука Агафьи Егоровой — 50 рублей; бугульминцев мещанки С. Михайловой — 25 рублей, купца М. Белова — 200 рублей, лица, просившего не называть его имени — 100 рублей… Однако же несмотря на общие суммы считалось, что «содержание причта скудное»
Неприкосновенный капитал монастыря в виде облигаций и билетов хранился в отделении Государственного банка Самары и сберегательной кассе Государственного банка при Бугульминском уездном казначействе. Собственные монастырские средства хранились на книжках в сберегательной кассе Бугульминского казначейства. Эти средства составляли 3725 рублей в 1906 году и 9845 рублей в 1916 году
С началом Первой Мировой войны в монастырь стал поступать кружечный доход, который в 1915 году составил 916 рублей.
В 1916 году монастырский капитал состоял из расписок, облигаций внутреннего займа, сберегательных книжек на общую сумму 24 670 рублей. Монастырский причт располагал капиталом в 30 372 рубля, состоявшим из расписок, билетов на вклады, облигаций внутреннего и внешнего займов и сберегательных книжек. В 1916 году общие расходы обители составили 34 073 рубля наличными и 5089 рублей билетами.

## Насельники монастыря
| Звание       | 1868 | 1879 | 1884 | 1894 | 1901 | 1910 | 1916 | 1921 | 1923 |
| Глава        | 1    | 1    | 1    | 1    | 1    | 1    | 1    | 1    | 1    |
| Монахини     |      |      |      | 12   | 40   | 33   | 39   |      |      |
| Сёстры       | 9    | 33   | 47   |      |      |      |      |      |      |
| На испытании |      |      |      | 69   | 78   | 166  | 160  |      |      |
| Члены общины |      |      |      |      |      |      |      | 157  | 101  |
| Всего        | 10   | 34   | 48   | 82   | 119  | 200  | 200  | 158  | 102  |

### Настоятельницы
Иустинья Митюшкина родилась в Михайловке 2 октября 1822 года в крестьянской семье. Позднее перебралась в Бугульму, где обзавелась довольно большим хозяйством. Всё своё имущество она пустила на пользу общине. Скончалась 23 сентября 1883 года, была похоронена внутри монастырской ограды.
Следующей строительницей и настоятельницей общины была выбрана монахиня Евфалия (миру Агриппина Ивановна Прыткова). А. И. Прыткова родилась в 1836 году в семье казака станицы Нижнеозерной Оренбургской губернии. В 28 лет вступила в Ключегорскую женскую общину, спустя девять лет была принята в число послушниц. 7 июля 1880 года Агриппина была пострижена в монашество с именем Евфалия. Самарская духовная консистория 2 ноября 1883 года утвердила её на посту настоятельницы Бугульминской женской общины. 24 ноября 1891 года Евфалия была возведена в сан игуменьи. Синод наградил игуменью Евфалию за ревностное служение церкви и развитие женской обители наперсным крестом и серебряной медалью на Александровской ленте в память царствования Александра III. В возрасте 66 лет Евфалия попросила увольнения с поста настоятельницы, и в дальнейшем проживала в обители на покое минимум до 1916 года.
Третьей и последней настоятельницей обители стала игуменья Нина. Дочь священника, Валентина Афанасьевна Благодарова родилась в 1847 году. Обучалась грамоте в доме помещицы А. И. Путиловой, известной благотворительницы и основательницы Ключегорской женской общины, куда Валентина была принята в 1863 году. В 1870 году указом Самарской духовной консистории была переведена в Бугульминскую женскую общину и утверждена её казначеем. За отличную службу на этом посту ей было преподано благословение Святейшего Синода. В её характеристике о послушании было написано: «Поведение весьма хорошее; к церкви божьей усердна, послушна, смиренна; к послушаниям способна; благонадёжна». 12 января 1903 года монахиня Нина была возведена в сан игуменьи и возглавила обитель. За труды на посту игуменьи Нина была награждена Синодом наперсным крестом (1905) и Библией (1916), золотой наперсный крест был пожалован ей императорским кабинетом (1916).
| Звание                                                         | Имя                    | Годы      |
| -------------------------------------------------------------- | ---------------------- | --------- |
| Основательница самообразованной женской общины                 | Иустина Митюшкина      | 1868—1879 |
| Настоятельница утверждённой женской общины                     | Иустина Митюшкина      | 1879—1883 |
| Настоятельница женской общины, монахиня                        | Евфалия (А. Прыткова)  | 1883—1889 |
| Настоятельница женского монастыря, монахиня                    | Евфалия (А. Прыткова)  | 1889—1891 |
| Игуменья монастыря                                             | Евфалия (А. Прыткова)  | 1891—1902 |
| Игуменья монастыря                                             | Нина (В. Благодарова)  | 1903—1917 |
| Уполномоченная Казанско-Богородицкой общины верующих, монахиня | Ангелина (А.Михайлова) | 1918—1923 |
| Председатель совета Казанско-Богородицкой общины верующих      | Евгения Пахомова       | 1923 — …  |
| Председатель совета Казанско-Богородицкой общины верующих      | Ирина Крымова          | 1935—1936 |

### Причт
Сначала причт монастырского прихода состоял из священника и дьякона. Так как первый храм был холодный, то службы велись только в тёплое время года. С появлением второй церкви службы стали ежедневными, но прерываясь по болезни, усталости или отлучки священника. Тогда игуменья Евфалия обратилась за помощью вновь к купцам Стахеевым, на этот раз к сыну покойного благодетеля купцу Николаю Дмитриевичу Стахееву, не поможет ли тот средствами на второго священника. Тот постановил ежегодно на содержание второго священника при Бугульминском женском монастыре отчислять по 400 рублей за счёт процентов с капитала Д. И. Стахеева. А монастырь построил дом для проживания священника.
Сведения о причте монастырских храмов сохранились с 1884 года. Первым известным священником в монастыре стал переведённый по собственному прошению 29 июня 1884 года из храма села Михайловки Бугульминского уезда священник Николай Сердобов. Сын протоиерея, выпускник Самарской духовной семинарии, ранее трудился учителем Николаевского духовного училища, был священником Николаевского Вознесенского женского монастыря, священником Михайло-Архангельского храма в селе Михайловка, за годы служения был награждён многими церковными наградами. Кроме служения в монастыре Николай Сердобов был наблюдателем церковно-приходских школ уезда, а с 1887 года — наблюдателем благочинного округа города Бугульмы. Также он обучал закону Божьему учениц монастырского училища, избирался председателем Бугульминского уездного отделения Самарского епархиального училищного совета.
Вторым священником стал переведённый в обитель 29 августа 1890 года по собственному прошению Владимир Плетнёв. После окончания Тверской духовной семинарии он некоторое время трудился псаломщиком и учителем в церковно-приходских школах. Он также преподавал в монастырской приходской школе, был наблюдателем за церковно-приходскими школами Бугульмы и духовником Бугульминского городского благочиния, составлял катехизисные наставления, был казначеем Бугульминского отделения Самарского епархиального училищного совета. Он участвовал в благотворительной деятельности, собирал пожертвования в пользу пострадавших от неурожая. Был неоднократно награждён. 14 сентября 1892 года отец Владимир стал первым священником монастыря, а место второго священника монастыря 14 апреля 1895 года занял Иаков Маслов, выпускник Тверской духовной семинарии, позднее трудившийся законоучителем в земской школе. Являлся членом миссионерского общества, заведовал миссионерской церковно-приходской школой, служил священником в сельской церкви селе Репьёвке Бугульминского уезда.
Однако он исполнял обязанности монастырского священника недолго, 19 июля 1896 года это место занял Николай Мальцев, сын дьяка из Алатырского уезда Симбирской губернии. Закончил Сызранский причетнический класс с положением в стихарь. В монастырской церковно-приходской школе он исполнял должность законоучителя, являлся членом Миссионерского общества и Самарского епархиального духовно-просветительного церковного Алексеевского братства.
В 1901 году на второе священническое место в Бугульминском женском монастыре был назначен только что рукоположённый Николай Лепоринский. Сын священника, окончил Бугурусланское духовное училище, был псаломщиком в разных сёлах, затем дьяконом в Сергиевске, снова псаломщиком, теперь в Иверском женском монастыре, откуда и был переведён в Бугульму. Как и его предшественники активно занимался благотворительной деятельностью, был членом Самарского Алексеевского братства, с 1907 по 1915 год являлся законоучителем Бугульминского 1-го приходского мужского училища, был казначеем Самарского епархиального училищного совета.
В 1903 году священником монастыря стал Василий Правдин. Сын священника, выпускник Самарской духовной семинарии, ранее служил псаломщиком и сельским священником, преподавал Закон Божий, исполнял обязанности наблюдателя церковно-приходских школ, был благочинным, членом Бугульминского отделения Самарского епархиального училищного совета и катехизатором.
Последние упоминания о Лепоринском и Правдине относятся к 1923 году, когда Казанская Богородицкая община проходила перерегистрацию.
Последними монастырскими священниками были благочинный, настоятель храма, протоиерей Александр Васильевич Мясников и протоиерей Фёдор Яковлевич Канцеров. Фёдор Канцеров ранее был священником Богаделенской домовой церкви, после её закрытия в 1925 году был принят в члены церковного совета Никольской общины верующих, зарегистрированной при Никольском соборе Бугульмы. А когда и собор закрыли отец Фёдор был причислен к храму Казанско-Богородицкой общины бывшего женского монастыря, где он числился до закрытия и этой церкви, после чего вместе с Александром Мясниковым подписал согласие принять в бесплатное бессрочное пользование помещение бывшего молельного дома старообрядцев вместо монастырского храма.

## Ярослав Гашек
Известный чешский писатель Ярослав Гашек прославил Бугульминский монастырь в своём юмористическом рассказе «Крестный ход». По сюжету осенью 1918 года комендант Бугульмы направляет в женский монастырь, где «монашенки томятся от безделья: только молятся да сплетничают друг про друга» требование:

  «Военная комендатура г. Бугульмы. 
   № 3896.
   Действующая армия. 
   Гражданке игуменье монастыря 
   Пресвятой богородицы.
  Немедленно направьте пятьдесят монастырских девиц в распоряжение Петроградского кавалерийского полка. Пошлите их прямо в казармы. 
   Главный комендант города Гашек».
Незамедлительно к коменданту Гашеку обратилось местное духовенство с просьбой: «Не губите невинных дев — невест Христовых!», на что тот ответил: «…приказ должен быть выполнен. В казармы нужно их пятьдесят. Если же окажется, что там хватит тридцати, остальных двадцать я отошлю обратно. Но если пятидесяти будет недостаточно, возьму из монастыря сто, двести, триста».
Монашки из монастыря, бугульминское духовенство и множество православного народу со скорбными песнопениями крестным ходом направилось к зданию комендатуры: «Лишь в самые тяжкие времена устраивался в Бугульме крестный ход: когда город осаждали татары, когда свирепствовали чума и чёрная оспа, когда разразилась война, когда застрелили царя, и… вот теперь.». Игуменья обратилась к коменданту: «— Во имя господа бога, что мы там будем делать? Не губи душу свою!».
— Православные! — кричу я в толпу. — Там нужно вымыть полы и привести всё в порядок, чтобы можно было разместить Петроградский кавалерийский полк! Идёмте!
К вечеру казармы блистали образцовой чистотой, а Гашеку монашенка принесла маленькую иконку и письмо от старушки игуменьи с одной лишь простой фразой: «Молюсь за вас».
«Теперь я сплю спокойно, потому что знаю, что ещё и сейчас под старыми дубовыми лесами Бугульмы стоит монастырь Пресвятой богородицы, где живёт старушка игуменья, которая молится за меня, грешного.» — так заканчивает Гашек свой рассказ.
Долгое время эта история считалась плодом фантазии писателя. Он даже не был на самом деле комендантом города, а лишь его помощником, вопреки тому, что он писал в своём цикле «Бугульминские рассказы». Однако то самое знаменитое письмо Гашека игуменье: «Предлагаю выслать тридцать монашек…» было найдено в одном из архивов.